# Total Eclipse (компьютерная игра, 1988)
Total Eclipse (с англ. — «полное затмение») — компьютерная игра в жанре шутера от первого лица и квеста. Разработана британской компанией Incentive Software и выпущена в 1988 году. Может рассматриваться как один из первых шутеров от первого лица.

## Игровой процесс

В игре Total Eclipse удалось создать уровни и лестницы, которые накладывались на 3D окружение

Как и другие игры на основе Freescape, разработанные компанией Incentive Software, Total Eclipse создавала возможность игры от первого лица, игрок мог свободно перемещаться в 3D среде. Однако, в этот раз разработчики сделали квест: игрок должен был перемещаться по уровням, исследовать их и решать задачи. Кроме того, он не должен был умереть.
Жизнь игрока базировалась на бутылках, которые было необходимо заполнять водой на уровнях, а также на сердцебиении (специальный монитор), которое надо было восстанавливать отдыхом. Ещё одним новшеством была возможность носить фонарик, у которого были батарейки с определённым зарядом, он позволял исследовать затенённые места. Однако при всем этом игрок не мог долго исследовать и отдыхать, было установлено ограничение на прохождение игры - два часа, до того, как солнечное затмение становилось полным, а пирамида рушилась.
Кроме того, в распоряжении игрока был пистолет, но он в основном использовался для открывания дверей, сундуков и других механизмов пирамиды. Врагов было совсем немного, однако против них также можно было использовать пистолет.

## Сюжет
В древности на огромную пирамиду, созданную в честь Бога Солнца Ра было наложено проклятье. Если в Египте случится полное солнечное затмение, то взорвется Луна, а Земля также будет разрушена её обломками. Это должно случиться 26 октября 1930 года и у Вас есть два часа, чтобы проникнуть в пирамиду, разрушить гробницу и таким образом остановить катастрофу.
Игра начиналась с того, что Вы только что оставили свой биплан за пирамидой и собираетесь в неё войти. Можно умереть от обезвоживания, держите при себе бутылку с водой и своевременно наполняйте её! Также можно умереть от сердечного приступа, который случается при падении с выступов, рушащихся на Вас камней и отравлений в ловушках. Если повреждения не смертельны, вы можете отдохнуть и успокоиться, однако помните, что время идёт очень быстро! (из журнала Zzap! Июль 1989)

## История создания
Игра стала первой в серии игр Total Eclipse, созданных на одном из первых 3D движков Freescape. Появилась для ZX Spectrum, Amiga, Atari ST, Amstrad CPC, Commodore 64 и DOS.

## Движок
Total Eclipse стала третьей игрой, которая использовала движок Freescape. Он позволял создавать трехмерную среду и заполненные пространства, в которых игрок мог свободно перемещаться. Однако движок для этого издания был переработан, были добавлены сферические тени, которые использовались для воссоздания 3D среды.
Как и предыдущие игры, базирующиеся на Freescape, в Total Eclipse игроку предоставлялась возможность смотреть себе под ноги, а также смотреть вверх, а также поворачиваться вправо и влево, что было редкостью для 3D игр того времени. Такой же движок был использован для сиквела, игры Total Eclipse II: The Sphinx Jinx.

## Оценки
Британский компьютерный журнал «Amiga Format» в июльском выпуске 1989 года поставил игре рейтинг 78%, падение рейтинга объяснялось предыдущими играми на основе Freescape. Обозреватель Гари Баретт оценил её так: «Хотя Total Eclipse является лучшей игрой на основе Freescape, оригинальность пропала».
Другой британский журнал Zzap! присвоил игре рейтинг 84%, отметив соответствующую сюжету унылую музыку, а также чувство клаустрофобии, которое почти ощутимо. Он отмечал: «По реалистичности игра похожа на Dark Side, однако атмосфера в Total Eclipse гораздо лучше продумана и воссоздана».
Наивысшие оценки получил в январе 1989 года от британского журнала «CRASH» за версию для ZX Spectrum: 93 из 100, самый низкий рейтинг поставил «Amiga User International» в сентябре этого же года за версию для Amiga: 62 из 100.